# Dunăre - Ostroave
Dunăre - Ostroave este o arie protejată (arie de protecție specială avifaunistică — SPA) din România întinsă pe o suprafață de 16.243,8 ha, integral pe uscat.

## Localizare
Situl se întinde pe teritoriile administrative ale județelor: Călărași (Borcea, Călărași, Dichiseni, Jegălia, Modelu, Roseți, Unirea) și Constanța (Aliman, Cernavodă, Ion Corvin, Lipnița, Oltina, Ostrov, Rasova). Centrul sitului Dunăre - Ostroave este situat la coordonatele 44°11′53″N 27°38′31″E / 44.197981°N 27.641814°E.

## Înființare
Situl Dunăre - Ostroave a fost declarat arie de protecție specială avifaunistică (ROSPA0039) în octombrie 2007 pentru a proteja 49 de specii de animale.

## Biodiversitate
Situată în ecoregiunea de stepă, aria protejată nu include niciun habitat protejat.
La baza desemnării sitului se află mai multe specii protejate de  păsări (49): uliu cu picioare scurte (Accipiter brevipes), privighetoare-de-baltă (Acrocephalus melanopogon), pescăruș albastru (Alcedo atthis), rață mare (Anas platyrhynchos), stârc cenușiu (Ardea cinerea), stârc roșu (Ardea purpurea), stârc galben (Ardeola ralloides), rață-cu-cap-castaniu (Aythya ferina), gâsca cu piept roșu (Branta ruficollis), caprimulg (Caprimulgus europaeus), chirighiță-cu-obraz-alb (Chlidonias hybridus), chirighiță neagră (Chlidonias niger), barză albă (Ciconia ciconia), barză neagră (Ciconia nigra), erete de stuf (Circus aeruginosus), dumbrăveancă (Coracias garrulus), ciocănitoare neagră (Dryocopus martius), egretă mică (Egretta garzetta), presură de grădină (Emberiza hortulana), șoim dunărean (Falco cherrug), șoimul rândunelelor (Falco subbuteo), vânturel roșu (Falco tinnunculus), vânturel de seară (Falco vespertinus), codalb (Haliaeetus albicilla), piciorong (Himantopus himantopus), stârc pitic (Ixobrychus minutus), sfrâncioc roșiatic (Lanius collurio), sfrânciocul cu frunte neagră (Lanius minor), pescăruș mic (Larus minutus), pescăruș râzător (Larus ridibundus), prigoare (Merops apiaster), gaia neagră (Milvus migrans), stârc de noapte (Nycticorax nycticorax), vultur pescar (Pandion haliaetus), pelican creț (Pelecanus crispus), pelican mare alb (Pelecanus onocrotalus), cormoran mare (Phalacrocorax carbo), cormoran mic (Phalacrocorax pygmeus), ciocănitoare verzuie (Picus canus), lopătar (Platalea leucorodia), țigănuș (Plegadis falcinellus), corcodel mare (Podiceps cristatus), cresteț cenușiu (Porzana parva), ciocântors (Recurvirostra avosetta), lăstun de mal (Riparia riparia), chiră mică (Sterna albifrons), chiră de baltă (Sterna hirundo), silvie porumbacă (Sylvia nisoria), fluierar de mlaștină (Tringa glareola).